# Gaia, Inc.

Gaia, Inc., do roku 2016 Gaiam je společnost, kterou založil v americkém městě Boulder (Colorado) český emigrant Jiří Ryšavý globální digitální streamovací internetový videoportál, který se specializuje na New Age, duchovní a psychedelickou tematiku, jógu ad.

## Vysílání
Okruh platících online uživatelů čítá 515 000 ve více než 185 zemích světa. Obchodní značka Gaia, Inc. zahrnuje televizní stanici Gaiam TV, která se v roce 2016 přejmenovala na Gaia.
Obsah vysílání je odborníky označovaný za pseudovědecký. Zabývá se tématy jako psychický vampirismus, teorie dutozemě, mumifikovaní mimozemšťané apod. Stránky obsahují videa a články na podobná témata, ale také na téma jógy, psychedelik, alternativní medicínu a různé konspirační teorie.